# Santa Cesarea Terme
Santa Cesarea Terme község (comune) Olaszország Puglia régiójában, Lecce megyében.

## Fekvése
A település hírnevét jód- és kéntartalmú termálforrásainak köszönheti, melyek a közeli négy barlangban (Gattulla, Fedida, Solfurea és Solfatara) törnek felszínre. A település része a Costa Otranto – Santa Maria di Leuca e Bosco di Tricase Regionális Parknak.

## Története
A település a 19. század elején alakult ki, amikor felfedezték termálforrásait. 1913-ig Ortelléhez tartozott, s csak ezt követően vált önálló községgé. Nevét a vidék védőszentjéről, Szent Cezarináról (Santa Cisarina) kapta. Cezarina egy otrantói szűzleány volt, aki kegyetlen apja elől menekülve egy barlangban húzta meg magát ezen a vidéken. Az apa már-már rátalálta, ám ekkor csodálatos módon sűrű köd szállt le, mire a sziklákról a tengerbe zuhant. Azon a helyen, ahol az apa a tengerbe zuhant, tört fel a legendák szerint az első kénes vizű forrás.

## Népessége
A népesség számának alakulása:

## Főbb látnivalói
- a Grotta Romanelli paleolitikumi barlangrajzokkal
- a tenger alatti Zinzulusa barlang endémikus állatvilággal